# Гравітаційна лінза

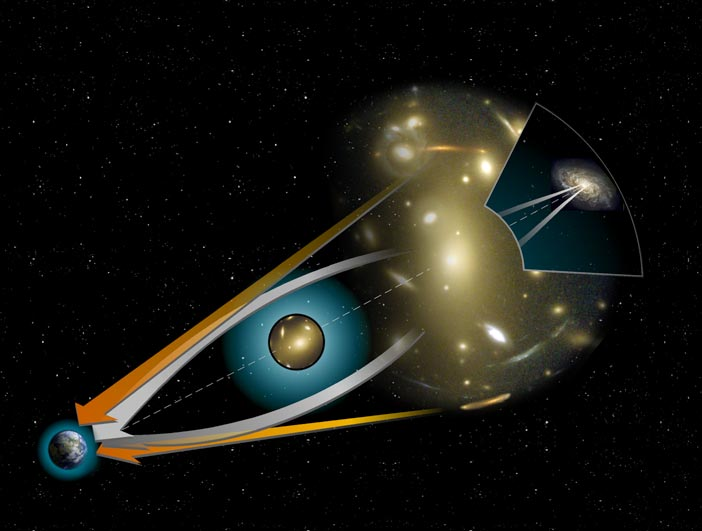
Проходження променів крізь гравітаційну лінзу до Землі та формування кратних зображень.

Гравітаційна лінза — масивне тіло (планета, зоря) або система тіл (галактика, скупчення галактик), що викривлює своїм гравітаційним полем напрямок поширення випромінювання, подібно тому, як викривляє світловий промінь звичайна лінза.
Відкриття гравітаційного лінзування часто повʼязують з імʼям Ейнштейна, який зробив неопубліковані розрахунки гравітаційних лінз ще в 1912 році, але опублікував статтю на цю тему лише в 1936 році. Першими, хто опублікував дослідження цього ефекту, вважаються Орест Хвольсон (1924) і Франтішек Лінк (1936). У 1937 році Фріц Цвіккі запропонував, що гравітаційними лінзами можуть бути скупчення галактик. Лише в 1979 році цей ефект був підтверджений спостереженням подвійного квазара SBS 0957+561.

## Загальна характеристика

Модель гравітаційної лінзи (чорна діра проходить повз галактику).

Як правило, гравітаційні лінзи, що здатні значно викривити зображення фонового об'єкта, мають досить великі маси: галактики і скупчення галактик, чорні діри. Компактніші об'єкти, наприклад, зорі, теж відхиляють промені світла, однак на настільки малі кути, що зафіксувати лінзування практично неможливо. У цьому випадку можна лише помітити короткочасне збільшення яскравості (об'єкта + лінзи) в той момент, коли лінза пройде між Землею й фоновим об'єктом. Якщо об'єкт-лінза яскравий, то помітити таку зміну нереально. Якщо ж компактний об'єкт-лінза випромінює мало або не видний зовсім, то такий короткочасний спалах цілком може спостерігатися. Події такого типу називаються мікролінзуванням. Інтерес тут пов'язаний не із самим процесом лінзування, а з тим, що він дозволяє виявити масивні й невидимі ніяким іншим способом компактні тіла.
Ще одним напрямком досліджень мікролінзування стала ідея використання каустик для одержання інформації як про самий об'єкт-лінзу, так і про те джерело, чиє світло вона фокусує. Переважна більшість подій мікролінзування цілком описується припущенням про сферичну симетрію обох об'єктів. Однак в 2—3 % усіх випадків спостерігається складна крива яскравості, з додатковими короткими піками, яка свідчить про формування каустик у лінзованих зображеннях . Така ситуація може траплятися, якщо лінза має неправильну форму, наприклад, якщо лінза складається із двох або більше темних масивних тіл. Спостереження таких подій безумовно цікаво для вивчення природи темних компактних об'єктів. Прикладом успішного визначення параметрів подвійної лінзи за допомогою вивчення каустик може служити випадок мікролінзування OGLE-2002-BLG-069. Крім того, є пропозиції по використанню каустичного мікролінзування для з'ясування геометричної форми джерела, або для вивчення профілю яскравості протяжного фонового об'єкта, і зокрема для вивчення атмосфер зір-гігантів.

## Теорія

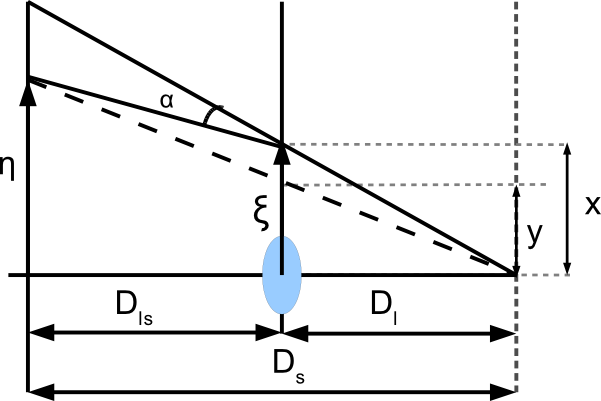
Рівняння гравітаційного лінзування

Гравітаційну лінзу можна розглядати як звичайну лінзу, але тільки інакше залежним коефіцієнтом заломлення. Тоді загальне рівняння для всіх моделей можна записати наступним чином
:
{\displaystyle \eta ={\frac {D_{s}}{D_{d}}}\xi -D_{ds}{\hat {\alpha }}(\xi )}
де η - координата джерела, ξ - прицільний параметр в площині лінзи. Ds, Dd відстань від спостерігача до джерела і лінзи відповідно, Dds - відстань між лінзою і джерелом, α - кут відхилення.

## Спостереження

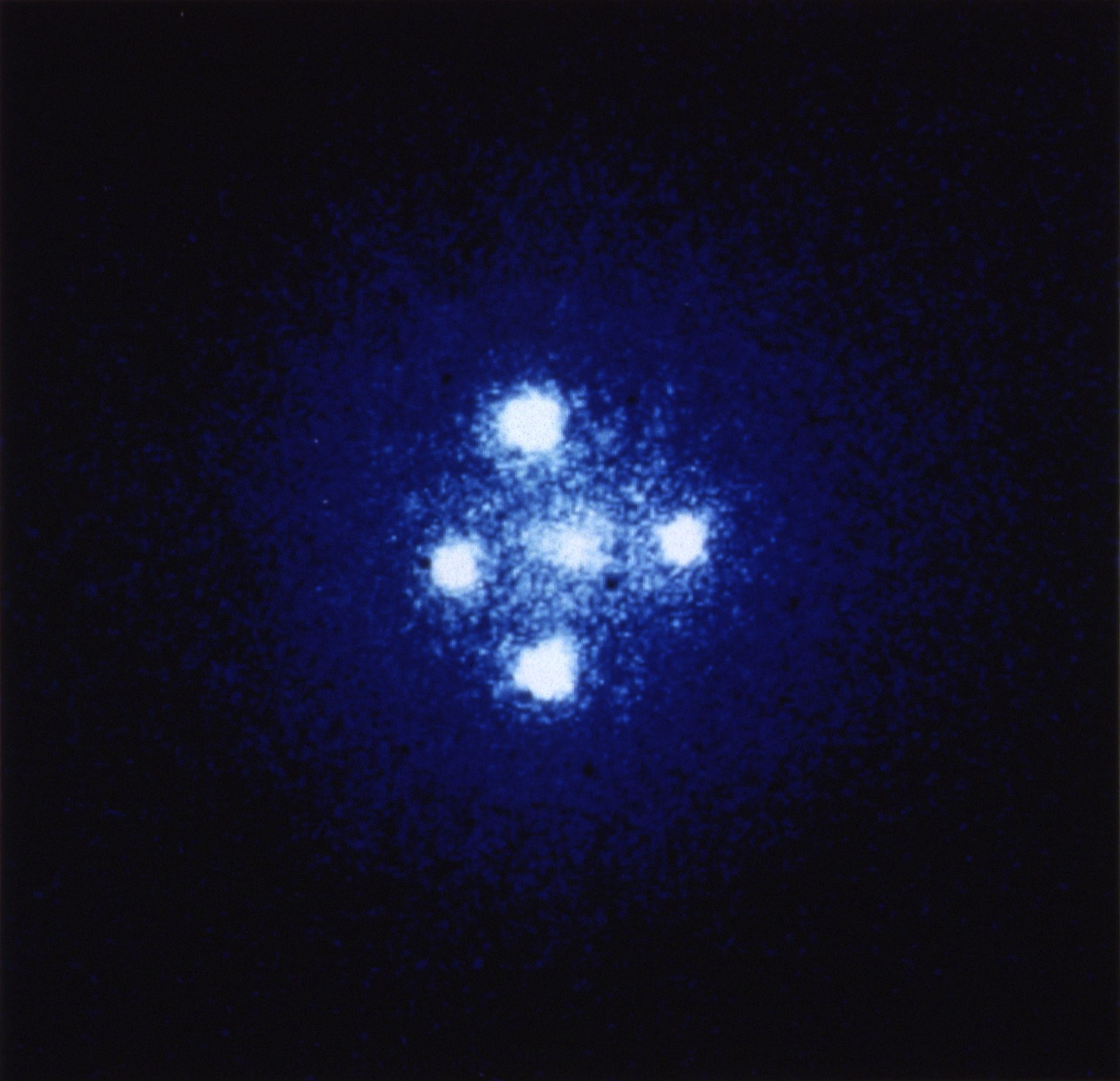
Хрест Ейнштейна — чотири зображення далекого квазара обрамляють близьку галактику, яка в цьому разі є гравітаційною лінзою

### Затримки в часі
Світлові промені, які заломлюються різними ділянками лінзи, долають різну відстань на шляху від об'єкта до Землі. Внаслідок цього одну й ту ж подію можна спостерігати кілька разів.
10 листопада 2014 космічна обсерваторія Габбл зафіксувала вибух наднової SN Refsdal з червоним зсувом z=1.49  (9.34 млрд св.р.). Світло від спалаху утворило хрест Ейнштейна, лінзою слугувала найбільша галактика зі скупчення галактик MACS J1149.5+2223 (z = 0,54). Через два тижні японський учений Масамуне Огурі зробив прогноз, що все скупчення галактик подіє як ще одна гравітаційна лінза і повторний спалах наднової можна буде спостерігати через рік. 11 грудня 2015 телескоп Габбл зафіксував повторне зображення спалаху. Також з розрахунків Масамуне Огурі випливало, що вперше спалах цієї наднової був доступний земним спостерігачам 1997 року, проте на той час жоден з достатньо потужних телескопів не оглядав цю ділянку неба.

### Спостереження на різних довжинах хвиль
Поєднання спостережень на різних довжинах хвиль дозволяє астрономам створити більш повне уявлення про структуру, склад і поведінку об’єкта, ніж лише видиме світло. Величезна маса скупчення викривляє простір-час, створюючи гравітаційну лінзу, яка відхиляє світло від далеких галактик за межі скупчення. Результатом є спотворені смуги та дуги світла. Саме завдяки цій особливості, космічна обсерваторія Габбл зафіксувала конкретне скупчення галактик, яке розташоване на відстані майже дев’яти мільярдів світлових років від нас у сузір’ї Дракона. Це скупчення, яке отримало назву eMACS J1823.1+7822, виявилося одним з п’яти надзвичайно масивних скупчень галактик, які Габбл досліджував з метою вимірювання сили цих гравітаційних лінз, що дало змогу зрозуміти розподіл темної матерії в скупченнях галактик. Багатохвильове зображення було отримано з восьми різних фільтрів і двох різних інструментів: Advanced Camera for Surveys і Wide Field Camera 3. Обидва інструменти мали змогу переглядати астрономічні об’єкти лише в невеликій частині електромагнітного спектру за допомогою фільтрів, які дозволили астрономам знімати об’єкти на точно підібрані довжини хвиль. Відповідно, потужні гравітаційні лінзи, якою є eMACS J1823.1+7822, можуть в майбутньому надати змогу астрономам досліджувати більш віддалені галактики, діючи як величезні природні телескопи, що збільшують об’єкти, які інакше були б надто слабкими або віддаленими, щоб їх розпізнати.

### Історичні статті
- Khvolson, O (1924). Über eine mögliche Form fiktiver Doppelsterne. Astronomische Nachrichten. 221 (20): 329—330. Bibcode:1924AN....221..329C. doi:10.1002/asna.19242212003.
- Einstein, Albert (1936). Lens-like Action of a Star by the Deviation of Light in the Gravitational Field. Science. 84 (2188): 506—7. Bibcode:1936Sci....84..506E. doi:10.1126/science.84.2188.506. JSTOR 1663250. PMID 17769014.
- Renn, Jürgen; Tilman Sauer; John Stachel (1997). The Origin of Gravitational Lensing: A Postscript to Einstein's 1936 Science paper. Science. 275 (5297): 184—6. Bibcode:1997Sci...275..184R. doi:10.1126/science.275.5297.184. PMID 8985006.

### Основні джерела
- Blandford & Narayan; Narayan, R (1992). Cosmological applications of gravitational lensing. Annual Review of Astronomy and Astrophysics. 30 (1): 311—358. Bibcode:1992ARA&A..30..311B. doi:10.1146/annurev.aa.30.090192.001523.
- Matthias Bartelmann; Peter Schneider (17 серпня 2000). Weak Gravitational Lensing (PDF). Архів оригіналу (PDF) за 26 лютого 2007.
- Khavinson, Dmitry; Neumann, Genevra (June–July 2008). From Fundamental Theorem of Algebra to Astrophysics: A "Harmonious" Path (PDF). Notices of the AMS. 55 (6): 666—675. Архів (PDF) оригіналу за 7 вересня 2008..
- Petters, Arlie O.; Levine, Harold; Wambsganss, Joachim (2001). Singularity Theory and Gravitational Lensing. Progress in Mathematical Physics. Т. 21. Birkhäuser.
- Tools for the evaluation of the possibilities of using parallax measurements of gravitationally lensed sources (Stein Vidar Hagfors Haugan. June 2008)